# Apocalipsis 22
Apocalipsis 22 es el vigésimo segundo y último capítulo del Libro del Apocalipsis o Apocalipsis de Juan, y el capítulo final del Nuevo Testamento y de la Biblia cristiana. El libro se atribuye tradicionalmente a Juan de Patmos. Este capítulo contiene los relatos del trono de Dios en la Nueva Jerusalén, la conversación entre Juan y el Ángel y el epílogo del libro.

## Texto
El texto original fue escrito en griego koiné. Este capítulo está dividido en 21 Versículos.

## Referencias a Jesús

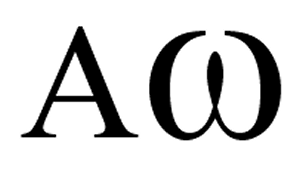
Letras griegas alfa y omega

### Versículo 13

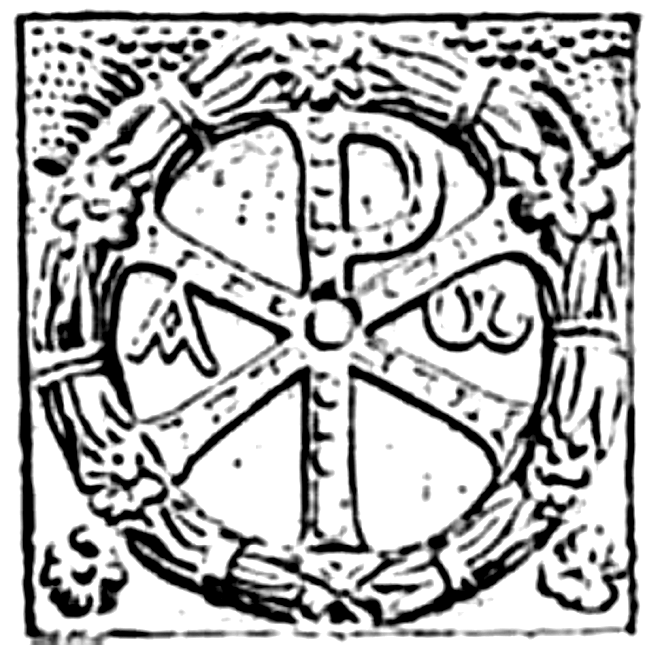
Labarum: Chi-rho con alfa y omega
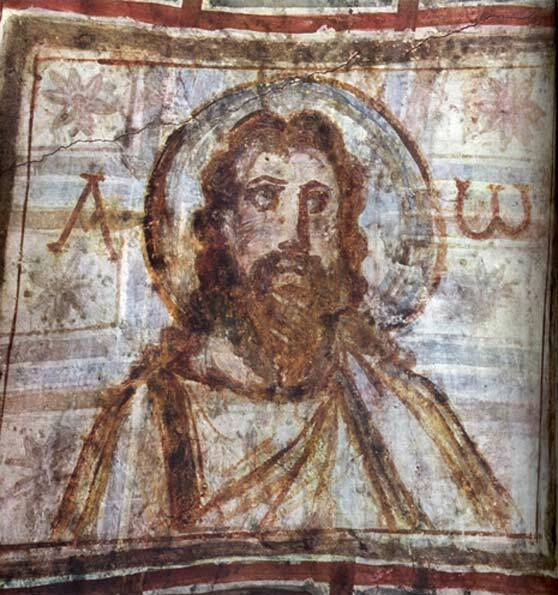
Pintura mural de la catacumba de Commodilla. Busto de Cristo, (una de las primeras imágenes de Cristo con barba) con alfa y omega. Finales del siglo IV
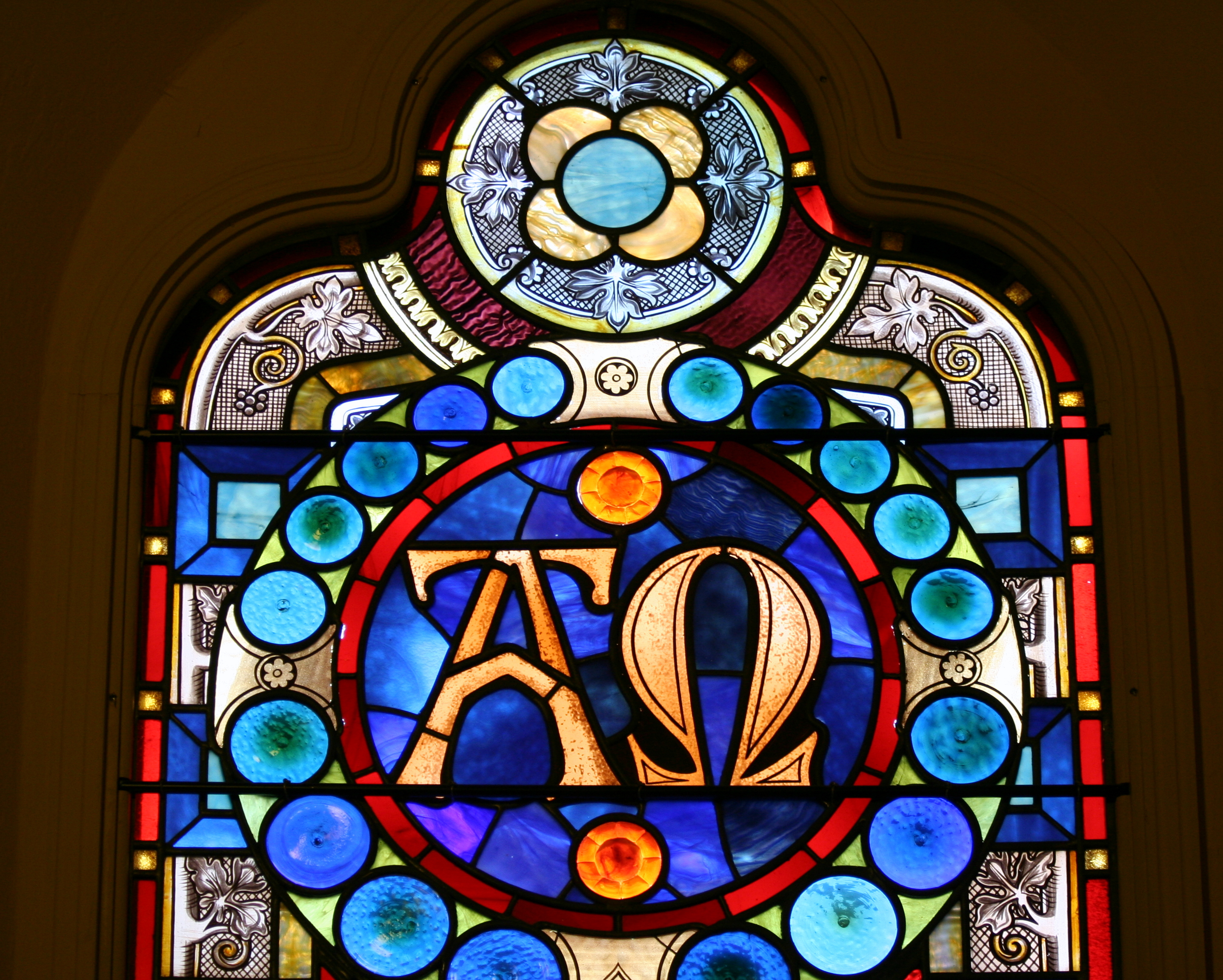
Vidriera de Alfa Α y Omega Ω, hacia 1883, cerca de la puerta principal de la Iglesia Episcopal de San Pablo en Milwaukee, Wisconsin.

### Testigos textuales
Algunos manuscritos antiguos que contienen el texto de este capítulo son, entre otros:
- Codex Sinaiticus (330-360)
- Codex Alexandrinus (400-440)